# Sanderagölen
Sanderagölen är en sjö i Vetlanda kommun i Småland och ingår i Mörrumsåns huvudavrinningsområde.